# Third-Space-Theorie
Die Third-Space-Theorie ist eine postkoloniale soziolinguistische Theorie der Identität und Gemeinschaft, die durch Sprache oder Bildung realisiert wird. Die Theorie wird Homi K. Bhabha zugeschrieben und erklärt die Einzigartigkeit jeder Person, jedes Akteurs oder Kontexts als „Hybrid“. Edward Soja entwarf eine Konzeptualisierung des Begriffs innerhalb der Sozialwissenschaften aus der Perspektive einer kritischen Stadttheorie.

## Ursprung
Die Theorie des Dritten Raums geht aus der soziokulturellen Tradition in der Psychologie hervor, die mit Lew Semjonowitsch Wygotski identifiziert wurde. Soziokulturelle Ansätze befassen sich mit der „... constitutive role of culture in mind, i.e., on how mind develops by incorporating the community's shared artifacts accumulated over generations“. Bhabha wendet den Soziokulturalismus direkt auf den postkolonialen Zustand an, wo es „... unequal and uneven forces of cultural representation“ gibt.

## Weiterer Gebrauch
Im Diskurs des Dissens hat der Dritte Raum zwei Interpretationen:
- jener Raum, wo die Unterdrückten ihre Befreiung planen: die flüsternden Ecken der Taverne oder des Basars
- jener Raum, in dem Unterdrückte und Unterdrücker zusammenkommen können, frei (vielleicht nur vorübergehend) von Unterdrückung selbst, verkörpert in ihrer Besonderheit.

In Erziehungswissenschaften untersuchte Maniotes den literarischen Dritten Raum in einem Klassenzimmer, in dem das kulturelle Kapital der Schüler mit dem Inhalt des Lehrplans verschmolz, während die Schüler ihre Argumente in Literaturdiskussionen untermauerten. Skerrett verbindet dies mit einem Ansatz der Multiliteralität.
Vorschule: Die Third-Space-Theorie wurde auf den Vorraum angewendet, in dem Kinder lesen lernen, und bringt häusliche und schulische Lese- und Schreibpraktiken in ihre eigenen Konstruktionen von Lese- und Schreibfähigkeit ein.
Eine andere zeitgenössische Konstruktion von drei „Räumen“ ist, dass ein Raum die häusliche Sphäre ist: die Familie und das Zuhause; der zweite Raum ist der Bereich des bürgerschaftlichen Engagements einschließlich Schule, Arbeit und anderer Formen der öffentlichen Beteiligung; und diesen gegenüber steht ein Third Space, wo individuelle, manchmal professionelle, und manchmal werden grenzüberschreitende Taten gespielt: wo Menschen ihr „wahres“ Selbst zeigen.
Sportvereine können als Third Space bezeichnet werden. Oft werden Bars und Diskotheken so bezeichnet. In letzter Zeit wurde der Begriff „Third Space“ in das Markenmarketing übernommen, wo Wohnräume und Räume für die Beschäftigung von Arbeitskräften Freizeit-Einzelhandelsflächen gegenübergestellt werden: Einkaufszentren als dritte Räume. Bill Thompson bietet eine gegensätzliche Konzeptualisierung von Third Space als öffentlicher, bürgerlicher Raum in der gebauten Umgebung unter dem Druck von Einkaufszentren und Konzernen und verwandelt den öffentlichen Raum in eine Erweiterung des Marktes.
Hochschulbildung: The Third Space wird von Whitchurch genutzt, um eine Untergruppe von Hochschulmitarbeitern zu beschreiben, die in Rollen zwischen der beruflichen und der akademischen Sphäre tätig sind und fachkundige Beratung in Bezug auf Lernen und Lehren anbieten, ohne Praktiker zu sein. Dazu gehören unter anderem Lern- bzw. Instruktionsdesigner und Bildungstechnologen.
Die Third-Space-Theorie kann einen Teil der Komplexität von Armut, sozialer Ausgrenzung und sozialer Eingliederung erklären und könnte bei der Vorhersage helfen, welche Art von Initiativen Armut und Ausgrenzung wirksamer lindern würden. Verwandtschaftsverhältnisse (Schicht, Verwandtschaft, Ort: z. B. Nachbarschaft etc.) können als „Armutsfallen“ fungieren. Die Third-Space-Theorie legt nahe, dass jede Person ein Hybrid aus ihren einzigartigen Affinitäten (Identitätsfaktoren) ist. Bedingungen und Orte sozialer und kultureller Ausgrenzung spiegeln sich in symbolischen Bedingungen und Orten kulturellen Austauschs wider. In der Politik scheint akzeptiert zu sein, dass weder Sozialkapital noch kulturelles Kapital allein oder zusammen ausreichen, um soziale Ausgrenzung zu überwinden. Die Dritte-Raum-Theorie legt nahe, dass auf Modellen des Anderen basierende Abhilfemaßnahmen wahrscheinlich unzureichend sind.